# Grand Prix cycliste de Montréal 2013
La 4e édition du Grand Prix cycliste de Montréal a eu lieu le 15 septembre 2013. Il s'agit de la 26e épreuve de l'UCI World Tour 2013. Elle a été remportée en solitaire par le Slovaque Peter Sagan (Cannondale) quelques secondes devant un duo composé respectivement de l'Italien Simone Ponzi (Astana) et du coureur local, le Canadien Ryder Hesjedal (Garmin-Sharp).
Sagan, deuxième en 2010, s'impose dans une deuxième classique après sa victoire dans le dernier Gand-Wevelgem. Le Britannique Christopher Froome (Sky) loin du top 10 de la course conserve toutefois sa première place de l'UCI World Tour.

## Présentation

### Équipes
L'organisateur a communiqué la liste des équipes invitées le 17 juin 2013. 21 équipes participent à ce Grand Prix cycliste de Montréal : 19 ProTeams, 1 équipe continentale professionnelle et 1 équipe nationale.
| Nom de l'équipe         | Pays        | Code |
| ----------------------- | ----------- | ---- |
| AG2R La Mondiale        | France      | ALM  |
| Argos-Shimano           | Pays-Bas    | ARG  |
| Astana                  | Kazakhstan  | AST  |
| Belkin                  | Pays-Bas    | BEL  |
| BMC Racing              | États-Unis  | BMC  |
| Cannondale              | Italie      | CAN  |
| Euskaltel Euskadi       | Espagne     | EUS  |
| FDJ.fr                  | France      | FDJ  |
| Garmin-Sharp            | États-Unis  | GRS  |
| Katusha                 | Russie      | KAT  |
| Lampre-Merida           | Italie      | LAM  |
| Lotto-Belisol           | Belgique    | LTB  |
| Movistar                | Espagne     | MOV  |
| Omega Pharma-Quick Step | Belgique    | OPQ  |
| Orica-GreenEDGE         | Australie   | OGE  |
| RadioShack-Leopard      | Luxembourg  | RLT  |
| Saxo-Tinkoff            | Danemark    | TST  |
| Sky                     | Royaume-Uni | SKY  |
| Vacansoleil-DCM         | Pays-Bas    | VCD  |

| Nom de l'équipe            | Pays   | Code |
| -------------------------- | ------ | ---- |
| Europcar                   | France | EUC  |
| Équipe nationale du Canada | Canada | CAN  |

## Récit de la course
Après diverses tentatives d'échappée, la course se décante à partir de l'avant-dernier tour lorsque Jan Bakelants (RadioShack-Leopard), Alberto Contador (Saxo-Tinkoff) et Tejay van Garderen (BMC Racing) accélèrent  mais Peter Sagan (Cannondale) est vigilant. Ensuite, c'est au tour de Michael Albasini (Orica-GreenEDGE) de partir seul et arrive dans le dernier tour en tête, mais dans le groupe des favoris l'avant dernière côte on réagit avec des attaques de Christopher Froome (Sky) et de Robert Gesink (Belkin), ce dernier va tenter sa chance dans la descente mais il est rapidement débordé à 5 km du but par Sagan qui s'envole vers la victoire, derrière Simone Ponzi (Astana) et Ryder Hesjedal (Garmin-Sharp) sprintent pour le podium.

## Classement final
|    | Coureur                    | Équipe             |    | Temps           | Points UCI |
| -- | -------------------------- | ------------------ | -- | --------------- | ---------- |
| 1  | Peter Sagan (SVK)          | Cannondale         | en | 5 h 20 min 07 s | 80         |
| 2  | Simone Ponzi (ITA)         | Astana             | +  | 4 s             | 60         |
| 3  | Ryder Hesjedal (CAN)       | Garmin-Sharp       |    | 4 s             | 50         |
| 4  | Greg Van Avermaet (BEL)    | BMC Racing         |    | 7 s             | 40         |
| 5  | Filippo Pozzato (ITA)      | Lampre-Merida      |    | 7 s             | 30         |
| 6  | Rui Costa (POR)            | Movistar           |    | 7 s             | 22         |
| 7  | Enrico Gasparotto (ITA)    | Astana             |    | 7 s             | 14         |
| 8  | Lars Petter Nordhaug (NOR) | Belkin             |    | 9 s             | 10         |
| 9  | Ion Izagirre (ESP)         | Euskaltel Euskadi  |    | 9 s             | 6          |
| 10 | Jan Bakelants (BEL)        | RadioShack-Leopard |    | 9 s             | 2          |

Meilleur grimpeur:  Jan Bakelants (RadioShack-Leopard)
Meilleur canadien:  Ryder Hesjedal (Garmin-Sharp)

## Liste des participants
- Liste de départ complète

| Légende | Légende                                                                       | Légende | Légende                                                    |
| ------- | ----------------------------------------------------------------------------- | ------- | ---------------------------------------------------------- |
| Num     | Dossard de départ porté par le coureur sur ce Grand Prix cycliste de Montréal | Pos     | Position à l'arrivée de la course                          |
|         | Indique un maillot de champion national ou mondial, suivi de sa spécialité    | NP      | Indique un coureur qui n'a pas pris le départ de la course |
| AB      | Indique un coureur qui n'a pas terminé la course                              | HD      | Indique un coureur qui a terminé la course hors des délais |

| Sky SKY | Sky SKY                      | Sky SKY |
| ------- | ---------------------------- | ------- |
| Num     | Coureur                      | Pos     |
| 1       | Christopher Froome (GBR)     | 28e     |
| 2       | Ian Boswell (USA)            | AB      |
| 3       | Joe Dombrowski (USA)         | AB      |
| 4       | Gabriel Rasch (NOR)          | AB      |
| 5       | Danny Pate (USA)             | AB      |
| 6       | Richie Porte (AUS)           | AB      |
| 7       | Geraint Thomas (GBR)         | AB      |
| 8       | Jonathan Tiernan-Locke (GBR) | AB      |

| Cannondale CAN | Cannondale CAN             | Cannondale CAN |
| -------------- | -------------------------- | -------------- |
| Num            | Coureur                    | Pos            |
| 11             | Peter Sagan (SVK) (Route)  | 1er            |
| 12             | Damiano Caruso (ITA)       | AB             |
| 13             | Alessandro De Marchi (ITA) | 84e            |
| 14             | Ted King (USA)             | AB             |
| 15             | Michel Koch (GER)          | AB             |
| 16             | Kristjan Koren (SLO)       | 37e            |
| 17             | Guillaume Boivin (CAN)     | AB             |
| 18             | Brian Vandborg (DEN)       | 81e            |

| Garmin-Sharp GRS | Garmin-Sharp GRS            | Garmin-Sharp GRS |
| ---------------- | --------------------------- | ---------------- |
| Num              | Coureur                     | Pos              |
| 21               | Ryder Hesjedal (CAN)        | 3e               |
| 22               | Thomas Danielson (USA)      | AB               |
| 23               |                             |                  |
| 24               |                             |                  |
| 25               | Peter Stetina (USA)         | 65e              |
| 26               | Andrew Talansky (USA)       | 76e              |
| 27               | Christian Vande Velde (USA) | AB               |
| 28               | Fabian Wegmann (GER)        | 22e              |

| Saxo-Tinkoff TST | Saxo-Tinkoff TST               | Saxo-Tinkoff TST |
| ---------------- | ------------------------------ | ---------------- |
| Num              | Coureur                        | Pos              |
| 31               | Alberto Contador (ESP)         | 45e              |
| 32               | Matti Breschel (DEN)           | 13e              |
| 33               | Timothy Duggan (USA)           | AB               |
| 34               | Jesús Hernández Blázquez (ESP) | AB               |
| 35               | Karsten Kroon (NED)            | 87e              |
| 36               | Sérgio Paulinho (POR)          | AB               |
| 37               | Bruno Pires (POR)              | 89e              |
| 38               | Rory Sutherland (AUS)          | 83e              |

| Movistar MOV | Movistar MOV                | Movistar MOV |
| ------------ | --------------------------- | ------------ |
| Num          | Coureur                     | Pos          |
| 41           | Rui Costa (POR)             | 6e           |
| 42           | Juan José Cobo (ESP)        | AB           |
| 43           | Jonathan Castroviejo (ESP)  | 27e          |
| 44           | Jesús Herrada (ESP) (Route) | 21e          |
| 45           |                             |              |
| 46           | Rubén Plaza (ESP)           | 64e          |
| 47           | Eloy Teruel (ESP)           | AB           |
| 48           | Francisco Ventoso (ESP)     | AB           |

| Katusha KAT | Katusha KAT                  | Katusha KAT |
| ----------- | ---------------------------- | ----------- |
| Num         | Coureur                      | Pos         |
| 51          | Simon Špilak (SLO)           | 49e         |
| 52          | Sergey Chernetskiy (RUS)     | 68e         |
| 53          | Petr Ignatenko (RUS)         | AB          |
| 54          | Alexandr Kolobnev (RUS)      | 30e         |
| 55          | Viatcheslav Kouznetsov (RUS) | AB          |
| 56          | Rüdiger Selig (GER)          | AB          |
| 57          | Alexey Tsatevitch (RUS)      | 80e         |
| 58          | Eduard Vorganov (RUS)        | 33e         |

| Omega Pharma-Quick Step OPQ | Omega Pharma-Quick Step OPQ      | Omega Pharma-Quick Step OPQ |
| --------------------------- | -------------------------------- | --------------------------- |
| Num                         | Coureur                          | Pos                         |
| 61                          | Sylvain Chavanel (FRA)           | 54e                         |
| 62                          | Dries Devenyns (BEL)             | 53e                         |
| 63                          | Michał Kwiatkowski (POL) (Route) | AB                          |
| 64                          | Jérôme Pineau (FRA)              | AB                          |
| 65                          | Niki Terpstra (NED)              | 57e                         |
| 66                          | Matteo Trentin (ITA)             | 17e                         |
| 67                          | Stijn Vandenbergh (BEL)          | 82e                         |
| 68                          | Peter Velits (SVK)               | 55e                         |

| Astana AST | Astana AST               | Astana AST |
| ---------- | ------------------------ | ---------- |
| Num        | Coureur                  | Pos        |
| 71         | Borut Božič (SLO)        | 88e        |
| 72         | Valerio Agnoli (ITA)     | AB         |
| 73         | Fabio Aru (ITA)          | 71e        |
| 74         | Fredrik Kessiakoff (SWE) | 46e        |
| 75         | Enrico Gasparotto (ITA)  | 5e         |
| 76         | Francesco Gavazzi (ITA)  | 58e        |
| 77         | Alexey Lutsenko (KAZ)    | 69e        |
| 78         | Simone Ponzi (ITA)       | 2e         |

| RadioShack-Leopard RLT | RadioShack-Leopard RLT | RadioShack-Leopard RLT |
| ---------------------- | ---------------------- | ---------------------- |
| Num                    | Coureur                | Pos                    |
| 81                     | Andy Schleck (LUX)     | AB                     |
| 82                     | Jan Bakelants (BEL)    | 10e                    |
| 83                     | George Bennett (NZL)   | 41e                    |
| 84                     | Maxime Monfort (BEL)   | 35e                    |
| 85                     | Tony Gallopin (FRA)    | 47e                    |
| 86                     | Danilo Hondo (GER)     | AB                     |
| 87                     | Tiago Machado (POR)    | 25e                    |
| 88                     | Giacomo Nizzolo (ITA)  | AB                     |

| Belkin BEL | Belkin BEL                 | Belkin BEL |
| ---------- | -------------------------- | ---------- |
| Num        | Coureur                    | Pos        |
| 91         | Lars Petter Nordhaug (NOR) | 8e         |
| 92         | Jack Bobridge (AUS)        | AB         |
| 93         | Robert Gesink (NED)        | 12e        |
| 94         | Marc Goos (NED)            | AB         |
| 95         | Moreno Hofland (NED)       | AB         |
| 96         | Steven Kruijswijk (NED)    | 61e        |
| 97         | Paul Martens (GER)         | 23e        |
| 98         | Tom-Jelte Slagter (NED)    | 15e        |

| AG2R La Mondiale ALM | AG2R La Mondiale ALM         | AG2R La Mondiale ALM |
| -------------------- | ---------------------------- | -------------------- |
| Num                  | Coureur                      | Pos                  |
| 101                  | Christophe Riblon (FRA)      | 50e                  |
| 102                  | Romain Bardet (FRA)          | 16e                  |
| 103                  | Jean-Christophe Péraud (FRA) | AB                   |
| 104                  | Hubert Dupont (FRA)          | 60e                  |
| 105                  | Hugo Houle (CAN)             | AB                   |
| 106                  | Blel Kadri (FRA)             | AB                   |
| 107                  | Julian Kern (GER)            | AB                   |
| 108                  | Sébastien Minard (FRA)       | AB                   |

| BMC Racing BMC | BMC Racing BMC           | BMC Racing BMC |
| -------------- | ------------------------ | -------------- |
| Num            | Coureur                  | Pos            |
| 111            | Cadel Evans (AUS)        | 18e            |
| 112            | Brent Bookwalter (USA)   | 44e            |
| 113            | Marcus Burghardt (GER)   | 85e            |
| 114            | Amaël Moinard (FRA)      | 62e            |
| 115            | Steve Morabito (SUI)     | 42e            |
| 116            | Daniel Oss (ITA)         | AB             |
| 117            | Greg Van Avermaet (BEL)  | 4e             |
| 118            | Tejay van Garderen (USA) | 31e            |

| Orica-GreenEDGE OGE | Orica-GreenEDGE OGE         | Orica-GreenEDGE OGE |
| ------------------- | --------------------------- | ------------------- |
| Num                 | Coureur                     | Pos                 |
| 121                 | Michael Albasini (SUI)      | 72e                 |
| 122                 | Fumiyuki Beppu (JPN)        | AB                  |
| 123                 | Matthew Goss (AUS)          | AB                  |
| 124                 | Tomas Vaitkus (LTU) (Route) | AB                  |
| 125                 | Sebastian Langeveld (NED)   | 56e                 |
| 126                 | Cameron Meyer (AUS)         | AB                  |
| 127                 | Pieter Weening (NED)        | 32e                 |
| 128                 |                             |                     |

| Lampre-Merida LAM | Lampre-Merida LAM         | Lampre-Merida LAM |
| ----------------- | ------------------------- | ----------------- |
| Num               | Coureur                   | Pos               |
| 131               | Damiano Cunego (ITA)      | 39e               |
| 132               | Davide Cimolai (ITA)      | 86e               |
| 133               | Kristijan Đurasek (CRO)   | 52e               |
| 134               | Elia Favilli (ITA)        | 70e               |
| 135               | Adriano Malori (ITA)      | AB                |
| 136               | Daniele Pietropolli (ITA) | 59e               |
| 137               | Filippo Pozzato (ITA)     | 5e                |
| 138               | Jan Polanc (SLO)          | 40e               |

| Euskaltel Euskadi EUS | Euskaltel Euskadi EUS       | Euskaltel Euskadi EUS |
| --------------------- | --------------------------- | --------------------- |
| Num                   | Coureur                     | Pos                   |
| 141                   | Romain Sicard (FRA)         | 43e                   |
| 142                   | Peio Bilbao (ESP)           | 38e                   |
| 143                   | Ricardo García Ambroa (ESP) | AB                    |
| 144                   | Gorka Izagirre (ESP)        | 75e                   |
| 145                   | Ion Izagirre (ESP)          | 9e                    |
| 146                   | Miguel Mínguez (ESP)        | 36e                   |
| 147                   | Rubén Pérez (ESP)           | AB                    |
| 148                   | Adrián Sáez (ESP)           | 63e                   |

| Argos-Shimano ARG | Argos-Shimano ARG       | Argos-Shimano ARG |
| ----------------- | ----------------------- | ----------------- |
| Num               | Coureur                 | Pos               |
| 151               | François Parisien (CAN) | 96e               |
| 152               | Thomas Damuseau (FRA)   | 74e               |
| 153               | William Clarke (AUS)    | AB                |
| 154               | John Degenkolb (GER)    | AB                |
| 155               | Simon Geschke (GER)     | 19e               |
| 156               | Patrick Gretsch (GER)   | AB                |
| 157               | Tobias Ludvigsson (SWE) | 78e               |
| 158               | Luka Mezgec (SLO)       | AB                |

| FDJ.fr FDJ | FDJ.fr FDJ              | FDJ.fr FDJ |
| ---------- | ----------------------- | ---------- |
| Num        | Coureur                 | Pos        |
| 161        | Pierrick Fédrigo (FRA)  | 48e        |
| 162        | Mickaël Delage (FRA)    | AB         |
| 163        | Arnold Jeannesson (FRA) | AB         |
| 164        | Yoann Offredo (FRA)     | 34e        |
| 165        | Laurent Pichon (FRA)    | 73e        |
| 166        | Dominique Rollin (CAN)  | AB         |
| 167        | Benoît Vaugrenard (FRA) | 51e        |
| 168        | Arthur Vichot (FRA)     | 11e        |

| Lotto-Belisol LTB | Lotto-Belisol LTB      | Lotto-Belisol LTB |
| ----------------- | ---------------------- | ----------------- |
| Num               | Coureur                | Pos               |
| 171               | Jürgen Roelandts (BEL) | 14e               |
| 172               | Dirk Bellemakers (NED) | 93e               |
| 173               | Olivier Kaisen (BEL)   | AB                |
| 174               | Sander Cordeel (BEL)   | AB                |
| 175               | Jens Debusschere (BEL) | AB                |
| 176               | Gert Dockx (BEL)       | AB                |
| 177               | Tim Wellens (BEL)      | 20e               |
| 178               | Maarten Neyens (BEL)   | AB                |

| Vacansoleil-DCM VCD | Vacansoleil-DCM VCD      | Vacansoleil-DCM VCD |
| ------------------- | ------------------------ | ------------------- |
| Num                 | Coureur                  | Pos                 |
| 181                 | Björn Leukemans (BEL)    | 26e                 |
| 182                 | Wesley Kreder (NED)      | 92e                 |
| 183                 | Sergueï Lagoutine (UZB)  | 56e                 |
| 184                 | Maurits Lammertink (NED) | AB                  |
| 185                 | Bert-Jan Lindeman (NED)  | AB                  |
| 186                 | Marco Marcato (ITA)      | 29e                 |
| 187                 | Mirko Selvaggi (ITA)     | AB                  |
| 188                 | Danny van Poppel (NED)   | AB                  |

| Europcar EUC | Europcar EUC                  | Europcar EUC |
| ------------ | ----------------------------- | ------------ |
| Num          | Coureur                       | Pos          |
| 191          | David Veilleux (CAN)          | AB           |
| 192          | Yukiya Arashiro (JPN) (Route) | AB           |
| 193          | Bryan Coquard (FRA)           | 67e          |
| 194          | Cyril Gautier (FRA)           | 24e          |
| 195          | Tony Hurel (FRA)              | AB           |
| 196          | Kévin Réza (FRA)              | 77e          |
| 197          | Björn Thurau (GER)            | 90e          |
| 198          | Angélo Tulik (FRA)            | AB           |

| Équipe nationale du Canada CAN | Équipe nationale du Canada CAN | Équipe nationale du Canada CAN |
| ------------------------------ | ------------------------------ | ------------------------------ |
| Num                            | Coureur                        | Pos                            |
| 201                            | Bruno Langlois (CAN)           | AB                             |
| 202                            | Ryan Anderson (CAN)            | 91e                            |
| 203                            | Zachary Bell (CAN) (Route)     | AB                             |
| 204                            | Rob Britton (CAN)              | AB                             |
| 205                            | Marsh Cooper (CAN)             | AB                             |
| 206                            | Antoine Duchesne (CAN)         | 94e                            |
| 207                            | Nic Hamilton (CAN)             | 95e                            |
| 208                            | Ryan Roth (CAN)                | 79e                            |